# The Mary Onettes
The Mary Onettes är en indiepopgrupp från Jönköping som influerats av bland andra The Smiths, Joy Division, The Church, Jesus and Mary Chain och tidiga U2. Alla i musikgruppen är uppvuxna i Jönköping men är numer verksamma och bosatta i Göteborg [källa behövs].
Bandmedlemmar: Philip Ekström, Henrik Ekström, Simon Fransson, Petter Aguren.
Bandets debut-EP Lost producerades av Lars "Pop-Lars" Malmros, känd från Broder Daniel, som även producerat gruppens senare material. Titelspåret från Lost utsågs till "årets låt" 2006 av bland annat Nöjesguiden. Den 25 april 2007 släpptes debutalbumet The Mary Onettes som sades vara tänkt att låta som om det hade spelats in 1984. Under 2007, 2008 och 2009, turnerade bandet i Europa och USA.
The Mary Onettes musik har bland annat använts i TV-serien Grey's Anatomy och låten "Pleasure Songs" var i slutet av 2007 "Single of the Week" på Itunes i USA.

## Diskografi

### Studioalbum
- 2007 – The Mary Onettes (Labrador)
- 2009 – Islands (Labrador)
- 2013 – Hit the Waves (Labrador)

### EP
- 2005 – Make Me Last (Columbia)
- 2006 – Lost (Labrador)
- 2007 – Void (Labrador)
- 2009 – Dare (Labrador)
- 2012 – Love Forever (Labrador)
- 2014 – Portico (Labrador)

### Singlar
- 2009 – Puzzles (Labrador)
- 2010 – Once I Was Pretty (Labrador)
- 2010 – The Night Before the Funeral (Labrador)
- 2012 – Evil Coast (Labrador)